# Mikołaj Krupka
Mikołaj Krupka ps. „Florek”, „Łabędź” (ur. 6 grudnia 1897 w Uhninie, zm. 9 marca 1982 w Lublinie) – działacz komunistyczny, uczestnik wojny domowej w Rosji 1918–1920, partyzant Armii Ludowej, funkcjonariusz Milicji Obywatelskiej i aparatu bezpieczeństwa PRL.

## Życiorys
Skończył 4 klasy szkoły podstawowej i został kowalem, podczas I wojny światowej ewakuowany z rodziną do Odessy, w 1916 wcielony do rosyjskiej marynarki wojennej, był członkiem załogi kanonierki w Batumi, gdzie XI 1917 z resztą załogi wziął udział w rewolucji październikowej – brał udział w ustanawianiu władzy komunistycznej w Batumi, później brał udział w walkach z antykomunistycznymi oddziałami na Morzu Azowskim, w portach Berdiańsk i Taganrog.
W 1918 wstąpił do Czerwonej Gwardii, brał udział w wypieraniu z Rostowa nad Donem wojsk gen. Piotra Krasnowa, później był żołnierzem armii Siemiona Budionnego i walczył pod Carycynem, w 1919 w guberni chersońskiej z oddziałami Nestora Machno.
W 1920 wrócił do Polski, gdzie 1921–1922 odbywał służbę wojskową, po czym był czeladnikiem kowalskim w Parczewie i Sosnowicy i w 1923 wstąpił do KPRP. Technik dzielnicowy KPP w Parczewie, działał we wsiach: Dębowa Kłoda, Krzywowierzba, Kodeniec, Opole i Sosnowica. 5 I 1925 został aresztowany i skazany w Białej Podlaskiej na 5 lat więzienia; po apelacji wyrok obniżono mu do 2 lat więzienia. Po zwolnieniu nadal działał w KPP, a w latach 1929–1932 poszukiwał pracy w Argentynie, po powrocie został mechanikiem w młynie w rodzinnej wsi. W KPP działał do jej likwidacji w 1938, zatrzymywany przez policję jako podejrzany o działalność wywrotową, zwalniany z braku dowodów.
Od 1942 członek PPR, w sierpniu 1942 zagrożony aresztowaniem wstąpił do partyzantki GL-AL, po usunięciu Niemców z Lubelszczyzny wstąpił w sierpniu 1944 do MO i został komendantem posterunku w Dębowej Kłodzie.
W 1945 wysiedlony do ZSRR jako Ukrainiec, w 1946 wrócił i został referentem w Dyrekcji Okręgowej Kolei Państwowych (DOKP) w Lublinie, od 1948 pracownik WUBP w Lublinie, w 1955 został dyspozytorem w Komendzie Wojewódzkiej MO w Lublinie, od grudnia 1958 na rencie.

## Odznaczenia
Był odznaczony m.in.:
- Orderem Sztandaru Pracy I klasy,
- Krzyżem Komandorskim Orderu Odrodzenia Polski i
- Orderem Czerwonej Gwiazdy.